# ویجایالاکشمی فیروز
ویجایالاکشمی فیروز (با نام خانوادگی Agathiyan ;)، یک هنرپیشه هندی است که عمدتاً در فیلم‌های زبان تامیل ظاهر شده‌است. او پس از حضور در چند فیلم به عنوان بازیگر به سمت تهیه‌کننده فیلم و بازیگری در سریال‌های تلویزیونی رفت.
ویجایالاکشمی دختر کارگردان سینما، آگاتیان است که بیشتر به خاطر فیلم‌های عاشقانه تامیلی خود در دهه ۱۹۹۰ شناخته می‌شود. مادرش، رادا، خانه‌دار بود و در سال ۲۰۱۶ درگذشت. ویجایالاکشمی دو خواهر به نام‌های کانی تیرو و نیرانجینی دارد که در صنعت سرگرمی نیز فعالیت دارند. کانی تیرو به عنوان مجری تلویزیون کار می‌کند، در حالی که شوهرش تیرو کارگردان سینما است. نیرانجینی به‌عنوان طراح لباس کار می‌کند.
ویجایالکشمی در سپتامبر ۲۰۱۵ با همکلاسی سابق خود، فیروز محمد، ازدواج کرد. این زوج در ماه مه ۲۰۱۷ صاحب یک پسر شدند

## فیلم‌شناسی
- همه فیلم‌ها به زبان تامیل هستند، مگر اینکه خلاف آن ذکر شده باشد.

### بازیگر
| سال  | فیلم              | نقش               | یادداشت                                         |
| ---- | ----------------- | ----------------- | ----------------------------------------------- |
| ۲۰۰۷ | چنای ۶۰۰۰۲۸       | سلوی              | نامزد، جایزه ویجی برای بهترین بازیگر نقش اول زن |
| ۲۰۰۸ | انجاته            | اوترا             |                                                 |
| ۲۰۰۸ | ساروجا            | دختر در ماشین     | ظاهر کمئو                                       |
| ۲۰۰۹ | اده نرم اده آیدام | جنانی             |                                                 |
| ۲۰۱۰ | Kattradhu Kalavu  | کریشناونی         |                                                 |
| ۲۰۱۳ | آتاهاسا           | موتولاکشمی        | فیلم کانادایی                                   |
| ۲۰۱۳ | بریانی            | روهینی وارداراجان |                                                 |
| ۲۰۱۴ | ونیلا ویدو        | آنموژی            |                                                 |
| ۲۰۱۴ | آداما جایکومادا   | راما              |                                                 |
| ۲۰۱۶ | Chennai 600028 II | سلوی              |                                                 |
| ۲۰۱۹ | کاهن اعظم         | پوجا              | سری وب تلوگو ، منتشر شده در ZEE5                |
| ۲۰۲۰ | بیدار شو          | ویجی              | فیلم کوتاه                                      |
| ۲۰۲۱ | کاسادا تاپارا     | پارامسواری        | در Sony Liv منتشر شد. بخش: آرام پاترا           |

### به عنوان تهیه‌کننده
- Pandigai (2017)

## تلویزیون
| سال  | نشان می‌دهد           | نقش        | کانال              | دسته‌بندی                            | یادداشت                 |
| ---- | -------------------- | ---------- | ------------------ | ----------------------------------- | ----------------------- |
| ۲۰۱۸ | نایاگی               | آناندی     | سان تی وی          | سریال                               | ویدیا پرادیپ جایگزین شد |
| ۲۰۱۸ | Bigg Boss Tamil 2    | شرکت کننده | تلویزیون ویجی      | نمایش واقعیت                        | مقام سوم                |
| ۲۰۱۹ | آقا و خانم چیناتیرای | قاضی       | تلویزیون ویجی      | مسابقه تلویزیونی - برنامه تلویزیونی | [ ۷ ]                   |
| ۲۰۱۹ | دم دام دام           | پریا       | تلویزیون کالایگنار | سریال                               | [ ۸ ]                   |
| ۲۰۲۰ | بیگ باس تامیل ۴      | مهمان      | تلویزیون ویجی      | نمایش واقعیت                        |                         |
| ۲۰۲۱ | بازمانده تامیل       | شرکت کننده | زی تامیل           | نمایش واقعیت                        | برنده (تنها بازمانده)   |
| ۲۰۲۲ | پارتی راجو ووتلا     | مهمان      | ستاره ویجی         |                                     |                         |